# Maria Lazar

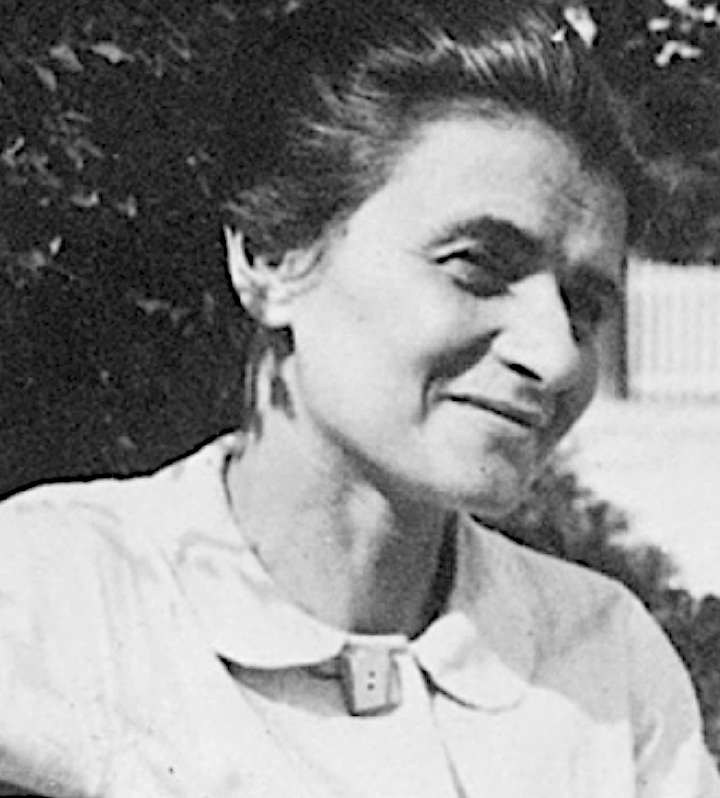
Maria Lazar (1895–1948)

Maria Lazar, Pseudonyme Esther Grenen und Hermann Huber (geb. 22. November 1895 in Wien, Österreich-Ungarn; gest. 30. März 1948 in Stockholm) war eine österreichische Schriftstellerin, Publizistin, Übersetzerin und Dramatikerin.

„Ich kenne dich nicht und ich werde dich nie kennen lernen.
Aber in fernen
verregneten Tagen
liegt mein Buch vor dir aufgeschlagen.“

## Leben
Maria Lazar war das jüngste Kind von acht Kindern einer vermögenden jüdischen Wiener Familie, die 1881 zum Katholizismus konvertierte. Ihre Eltern Adolf Lazar und Theresia Caesarina Seligmann kamen ab den 1870er Jahren aus Mähren und Ungarn nach Wien und heirateten 1875. Maria Lazars Geschwister waren u. a. der spätere Kinderarzt Erwin Lazar, der Bibliotheksleiter Otto Lazar und die Schriftstellerin Auguste Lazar. Ihre Schwestern Elisabeth und Luise wurden 1942 ins Vernichtungslager Maly Trostinez deportiert, wo sie kurz darauf starben, wahrscheinlich unmittelbar nach der Ankunft ermordet wurden. Maria Lazar besuchte in Wien die bekannte Schwarzwaldschule, eine Gemeinschaftsschule mit reformpädagogischem Ansatz, an der ihr Interesse an literarischer Arbeit gefördert wurde. Hier traf sie mit zahlreichen prominenten Persönlichkeiten der damaligen Wiener Kulturszene zusammen, darunter Adolf Loos, Elias Canetti, Hermann Broch und Egon Friedell. Oskar Kokoschka porträtierte die junge Künstlerin hier 1916 in seinem Bild Dame mit Papagei. Nach dem Ende der Schulzeit arbeitete sie als Lehrerin an einem zu den Schwarzwaldschulen gehörenden Landerziehungsheim am Semmering.
1920 veröffentlichte sie mit Die Vergiftung ihren ersten Roman, ein Jahr später kam es zur Uraufführung ihres Einakters Der Henker an der Neuen Wiener Bühne, vermittelt durch Béla Balázs, den Lazar über die Schwarzwaldschule kennengelernt hatte. Beide Werke waren kein Erfolg.
Die Vergiftung wurde kaum in der Presse wahrgenommen, jedoch meist positiv rezensiert. Hermann Menkes lobte den Roman im Neuen Wiener Journal als „Buch schmerzlicher Bekenntnisse und zartester dichterischer Einfühlung“. In der Zeitschrift Sport im Bild heißt es, die Schilderung greife „so tief in die Seele des Menschen ein, ist mit so feinen, dezenten Strichen gezeichnet, daß es trotz der niederdrückenden Atmosphäre immer anregend sein wird, wenn man zu desem Buche greift.“ In der Kölnischen Zeitung wird von Karl von Perfall ein Urteil der Vossischen Zeitung zitiert: „Dieses Werk genügt, um Maria Lazar einen Platz in der Kunst der nächsten 100 Jahre zu sichern.“ Perfall zieht hingegen einen anderen Schluss: „[...] bei allem Talent und vielleicht eben deswegen müßte das Buch einer fernen, hoffentlich glücklichern Zeit als Zeichen des Niederganges erscheinen.“ Thomas Mann kritisierte den „penetranten Weibsgeruch“ des Romans. Robert Musil hingegen lobte an ihm „reiche[n] Einfall“ und „behende Kraft im Figuralen“. Die Familie Lazar las den Text als Schlüsselroman. Die untragbare Familiensituation, die im Roman anhand der vergeblichen Ausbruchsversuche der Protagonistin Ruth geschildert wird, sah die Familie als einen direkten Angriff auf sich selbst. Auch ihre ältere Schwester Auguste Lazar legte im Rückblick eine biographische Lesart des Textes, der konsequent in der Ich-Perspektive geschrieben ist, nahe:

„Marias Abkehr vom Elternhaus – besser gesagt vom Hause meiner Mutter, denn sie war erst 13 als mein Vater starb – begann schon zu einer Zeit, als sie noch zuhause lebte. [...] In Vergiftung wird das bürgerliche Familienleben in den schwärzesten Farben geschildert. Meine Mutter und meine Geschwister, Schwäger und Schwägerinnen gerieten darüber in das größte Entsetzen. Sie fühlten sich getroffen. Mein Mann und ich versuchten zu vermitteln. Wir betrachteten das Buch objektiver. Jedenfalls war es eine starke Talentprobe.“

Der Henker wurde nach seiner Uraufführung (Regie: Georg Wilhelm Pabst) in der Wiener Morgenzeitung als „blutrünstiger Sketch“ bezeichnet, der jedoch teilweise „literarisch gut gemacht“ sei. Hans Liebstöckl nannte den Abend in der Wiener Sonn- und Montags-Zeitung einen „wirren Traum, Erlebnis eines walpurnisnächtlichen Ausflugs“. In Der Morgen. Wiener Montagblatt schreibt Walter Angel, das Stück sei „Kitsch“, „gruselig“, „Varieté“. Auch die Kritiken im Neuen Wiener Tagblatt, in der Ostdeutschen Rundschau oder in der Wiener Allgemeinen Zeitung fielen vernichtend aus. Einige Kritiker zeigten sich verwundert über die Erscheinung Lazars beim Schlussapplaus, „eine niedliche junge Dame“, „heiter und vergnügt von der Bühne zum Publikum herablächelnd“. Liebstöckl schreibt in direkter Anrede: „Wenn man dich ansieht, möchte man dir eine Stickerei in die Hand geben, einen Tischläufer mit unschuldigen Girlanden [...]“
Maria Lazar schrieb fast 20 Jahre später über die Uraufführung:

„Ich schrieb einen Einakter "Der Henker", gedruckt im Dreimaskenverlag, München, aufgeführt an der "Neuen Wiener Bühne", nachdem ihn die Zensur dreimal verboten hatte, "mit Rücksicht auf die Nerven des Publikums", wie es hiess. Das Stück war kein Erfolg, aber immerhin ein Krach in der Presse.“

1923 heirateten Maria Lazar und der Journalist Friedrich Strindberg –, das Ehepaar trennte sich 1927 wieder. Der Ehe entstammte die 1924 geborene Tochter Judith (Lutti), die auch die schwedische Staatsbürgerschaft hatte. Lazar arbeitete in den 1920ern vorwiegend als Feuilletonistin (u. a. für Der Wiener Tag, Arbeiter-Zeitung, die Kulturzeitschrift Der Querschnitt – Das Magazin der aktuellen Ewigkeitswerte oder Die Weltbühne) und Übersetzerin. Sie übertrug Werke aus dem Dänischen, Englischen (Der große Gatsby) und Französischen einschließlich der Bibi-Romane von Karin Michaëlis.
Erst ab 1930 veröffentlichte sie wieder längere Werke, diesmal unter dem nordischen Pseudonym Esther Grenen, wobei sie sich gleichzeitig als deren Übersetzerin ausgab. Die Romane Der Fall Rist aus dem Jahr 1930 und Veritas verhext die Stadt aus dem Jahr 1931 erschienen als Fortsetzungsgeschichten in deutschen, österreichischen und dänischen Tageszeitungen. 1933 wurde ihr den Gaskrieg behandelndes politisches Schauspiel Der Nebel von Dybern in Stettin uraufgeführt, aber bald von den Nationalsozialisten vom Spielplan abgesetzt. Es wurde 1934 in London und 1935 in Dänemark inszeniert.
Zusammen mit Bertolt Brecht und Helene Weigel, mit der Lazar die Schwarzwaldschule besucht hatte, folgte sie im Sommer 1933 einer Einladung von Karin Michaëlis und ging ins Exil auf die dänische Insel Thurø. Die Schriftstellerin Elsa Björkman-Goldschmidt schreibt über die Beziehung Lazars zu Brecht:

„Maria und Brecht krachten häufig zusammen [...]. Maria war deklarierte Sozialdemokratin, Brecht kämpfender Kommunist.“

In Ästhetik des Widerstands von Peter Weiss wird ein solcher Streit fiktionalisiert geschildert:

„Und im Atelier war Streit ausgebrochen zwischen Brecht und Maria Lazar, die, Sozialdemokratin, die kommunistische Politik für die entstandne Situation verantwortlich machte. [...] Brecht sprang ihr entgegen, als wolle er sie schlagen, Weigel nahm sie, die ihr wie eine Zwillingsschwester glich, in Schutz [...]“

In Dänemark arbeitete sie weiter literarisch, hatte aber mit ihren Werken relativ wenig Erfolg. Ein erster Exilroman mit dem Titel Leben verboten! erschien 1934 in London in einer gekürzten Ausgabe unter dem englischen Titel No right to live. Einer ihrer engsten Freunde war der Schriftsteller Aage Dons. Er portraitierte sie in seinem Buch Uden at vide hvorhen und nannte sie eine „Kassandra-Figur“: Sie teile „das Schicksal dieser griechischen Sagengestalt, ihren Weissagungen wurde oft nicht geglaubt.“
1937 erschien der Roman Die Eingeborenen von Maria Blut in der bekannten, in Moskau erscheinenden Exilzeitschrift Das Wort, die von Brecht, Lion Feuchtwanger und Willi Bredel herausgegeben wurde. Der Roman, der als ihr Hauptwerk gelten kann, schildert das Heranreifen des Nazismus in Österreich. Vergeblich bot sie es österreichischen wie Schweizer Verlagen an. Ein Schweizer Verleger schrieb ihr einen begeisterten Brief darüber, doch könne er die Herausgabe nicht riskieren, schon aus dem Grunde, „weil der ,Markt‘ dafür zu eng geworden wäre“, so ihre Schwester Auguste Lazar, die den Roman dann 1958, zehn Jahre nach dem Tod Maria Lazars, in der DDR herausgab.
Während der Jahre ihres Exils schrieb Lazar zahlreiche Beiträge für skandinavische und Schweizer Zeitungen und lebte unter anderem von Übersetzungen literarischer Werke aus dem Dänischen und Schwedischen ins Deutsche. 1939 zog sie, durch die Heirat mit Strindberg schwedische Staatsbürgerin geworden, mit ihrer Tochter Judith Lazar nach Schweden. Nachdem 1946 bei ihr die Krankheit Morbus Cushing diagnostiziert worden war, beendete sie am 30. März 1948 in Stockholm ihr Leben durch Suizid. Im Februar hatte sie bereits in einem Gedicht über ihre Selbstmordabsichten gesprochen:

„Gegeben ist mir doch, daß ich entscheide, / wie lang ich leide. / Noch steh ich selber für mich ein, / noch kann ich selber sagen: nein!“

## Wiederentdeckung ihres Werks
1972 schrieb die österreichische Schriftstellerin Martha Hofmann, eine Mitschülerin Lazars, einen Artikel über Maria Lazar für die Wochenzeitung Die Furche. In den 1980er-Jahren publizierte die dänische Germanistin Birgit Nielsen über Maria Lazar als Exilschriftstellerin. 1990 erschien ihr Aufsatz Tyske forfattere på flugt for Hitler im Almanach der Universität Kopenhagen. Mit abgedruckt sind zwei Fotos aus dem dänischen Exil, auf denen Maria Lazar u. a. mit Helene Weigel und mit Bertolt Brecht zu sehen ist. Anne Stürzer schrieb 1993 in ihrem Buch Dramatikerinnen und Zeitstücke – Ein vergessenes Kapitel der Theatergeschichte von der Weimarer Republik bis zur Nachkriegszeit über Lazar, insbesondere über ihr Stück Der Nebel von Dybern. Weitere Publikationen widmeten sich in Folge der Autorin, u. a. Brigitte Spreitzer (1999), Eckart Früh (2003), Irmtraud Fidler (2007). Aus Lehrveranstaltungen Johann Sonnleitners an der Universität Wien entstanden verschiedene Abschlussarbeiten, die das Werk Lazars näher beleuchteten. Johann Sonnleitner war auch der Herausgeber der Neuauflage des Romans Die Vergiftung im Dezember 2014.
Michael Rohrwasser schrieb anlässlich der Neuauflage in der Wiener Zeitung:

„Da wird ein Roman von 1920 wiederaufgelegt, [....] von einer Autorin, deren Namen so unbekannt wie nur möglich ist. Eine so eigenwillige und eine so starke Sprache hat man lange nicht mehr vernommen, und wie hier erzählt wird, das verrät Souveränität, Gestaltungsvermögen und auch literarisches Selbstbewusstsein  [....] wenn man die Nachbarschaften dieses außergewöhnlichen kleinen Romans benennen will, dann sind das große Namen wie Ernst Weiß, Hermann Ungar oder Veza Canetti – kurz: es handelt sich um eine kleine Sensation.“

Franz Haas nennt Die Vergiftung in seiner Besprechung in der Neuen Zürcher Zeitung „das verblüffende Buch“. Für ihn zeigt der Fall Maria Lazar, „welch nachhaltige Lücken der Nationalsozialismus nicht zuletzt in die Rezeption der Literatur von Frauen geschlagen hat“. Obwohl Sandra Kerschbaumer in ihrer Rezension der Vergiftung in der Frankfurter Allgemeinen Zeitung der „Fremdheit“ der Protagonistin Ruth, sich selbst und ihrer Umwelt gegenüber, „bei aller Modernität des Romans“ nicht genügend Suggestivkraft attestiert, „um heutige Leser zu bannen“, fragt sie sich doch, warum und wie das Werk ein Jahrhundert lang der allgemeinen Aufmerksamkeit entgehen konnte.
Die Neuauflage des Romans Die Eingeborenen von Maria Blut im Jahr 2015 kommentierte Harald Eggebrecht in der Süddeutschen Zeitung wie folgt:

„Es ist eine bitterböse und sehr wahre Melange, die die Wiener Schriftstellerin und Journalistin Maria Lazar (1895–1948) in dem 1935 im dänischen Exil verfassten Roman in der fiktiven österreichischen Kleinstadt Maria Blut anrührt: Klerikalfaschismus und Antisemitismus, Fremdenfeindlichkeit und Wundergläubigkeit, Bigotterie und verlogene Sexualmoral. Es ist jene rechtsradikale Mischung, in deren Klima die Nazis auf blanke Willfährigkeit stießen.“

Auch als Dramatikerin wurde Maria Lazar wiederentdeckt. Am 4. Dezember 2019 fand die Premiere ihres Einakters Der Henker von 1921 unter der Regie von Mateja Koleznik am Akademietheater (Wien) statt. Im Januar 2023 wurde ihr Roman Die Eingeborenen von Maria Blut in einer Adaption am Wiener Akademietheater gezeigt (Regie: Lucia Bihler). Die Inszenierung wurde zum Berliner Theatertreffen eingeladen.
Ihr lange verschollenes Hauptwerk Leben verboten! erschien 2020 erstmals in der deutschen Originalfassung von 1932. Der Roman, der im von der Weltwirtschaftskrise gebeutelten Berlin und Wien des Jahres 1931 spielt, wurde im Juli 2020 zum „Ö1 Buch des Monats“ gewählt. In seiner Rezension für die Wochenzeitung Die Zeit nennt Thomas Miessgang Leben verboten! einen „eindringlichen, noch heute aktuellen Anti-Nazi-Roman. Er kann auf allen Ebenen zufriedenstellen“. Am 9. Juli 2020 stellte Denis Scheck Leben verboten! im Rahmen des „lesenswert Quartetts“ im SWR als gleichzeitig „todtraurige, wahnsinnig komische und äußerst unterhaltsame“ literarische Entdeckung vor.
Der Nachlass Maria Lazars befand sich bis zum November 2022 im Haus von Lazars Enkelin Kathleen Dunmore in Nottingham und kam Ende 2022 auf Vermittlung von Verleger Albert C. Eibl als Schenkung an die Österreichische Exilbibliothek im Literaturhaus Wien. Die Rechte am Nachlass werden vom Wiener Verlag Das vergessene Buch verwaltet, der seit 2014 durch kuratierte Erst- und Neuauflagen für die kontinuierliche Erschließung und Bekanntmachung des Werkes der Autorin sorgt. Das Manuskriptblatt des Gedichts „Emigrantenkorrespondenz“ ist eines der 30 Objekte, die im Rahmen der Jubiläumsausstellung der Exilbibliothek 2023 gezeigt wurde.

## Werke (Auswahl)
1920

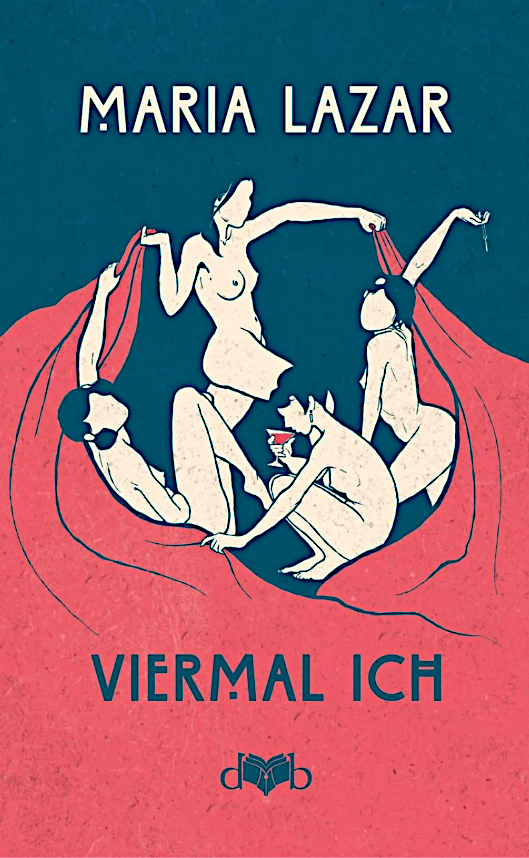
Titelbild Viermal ich von Maria Lazar (1895–1948)

Die Vergiftung. Roman. Verlag E.P. Tal & Co, Wien
Neu hrsg. und mit einem Nachwort von Johann Sonnleitner. DVB (Das vergessene Buch) Verlag, Wien 2014, ISBN 978-3-200-03768-7. 2., aktualisierte u. erweiterte Aufl. 2020, ISBN 978-3-903244-05-4
Übersetzungen:
- Envenenamiento. Übersetzung ins Spanische von Pilar Mantilla. Báltica Editorial, Madrid 2018
- Forgiftet. Übersetzung ins Dänische von Helge Scheuer Nielsen. Kvinder Skriver, Kopenhagen 2019
- L’Empoisonnement. Übersetzung ins Französische von Saúl Álvarez Arias. Diffraction Éditions, Grenoble 2023

1921
Der Henker. Ein Akt. Einakter
Inszenierungen:
- 23. März 1921, Neue Wiener Bühne, Regie: Georg Wilhelm Pabst (UA)
- 4. Dezember 2019, Akademietheater (Wien), Regie: Mateja Koležnik

Ende der 1920er-Jahre
Viermal ICH. Roman (zu Lebzeiten unveröffentlicht)
Erstmals aus dem Nachlass herausgegeben und mit einem Nachwort versehen von Albert C. Eibl. Wien 2023, ISBN 978-3-903244-26-9.
1930
Der Fall Rist. Als Fortsetzungsroman erschienen in der Arbeiter-Zeitung.
- Erstmalige Buchausgabe, herausgegeben und mit einem Nachwort von Thomas Wallraff. INTERVALLVERLAG, Köln 2023, ISBN 978-3-949862-01-4.[54]

1931/32
Veritas verhext die Stadt. Roman. Als Fortsetzungsroman erschienen in der Wochenzeitschrift Der Kuckuck.
Übersetzungen:
- Veritas forhekser Byen. Dänische Übersetzung von Karin Michaëlis. Zuerst erschienen in Politiken, später als Buch im Verlag Jespersen og Pio, 1931
- Skvallerbytta bing ... bång ... Schwedische Übersetzung von Gerda Marcus Fall. B. Wahlström, Stockholm 1932

Verfilmung:
- Det sägs på stan. Schwedische Verfilmung des Romans. Regie: Per Lindberg, 1941

1932
Der Nebel von Dybern. Drama
Inszenierungen:
- 20. Februar 1933[55], Stadttheater Stettin, Regie: Hans Meissner[56] (UA), u. a. mit Maria Wimmer in der Rolle der Barbara[57]
- 4. März 1934, Grafton Theatre (The Stage Society), London. Übersetzung von Graham Rawson, u. a. mit Margaret Rutherford als Catherine[58]
- 5. Januar 1935, Folkets Teater, Kopenhagen. Übersetzung von Marc Kalckar[59]
- 28. September 2023, Theater Nestroyhof Hamakom, Wien. Regie: Bérénice Hebenstreit
- 9. Februar 2024, Schauspielhaus Graz. Regie: Johanna Wehner
- 24. Mai 2025, Wery Important Production / Kiezkapelle (Berlin)

1932
Leben verboten! Roman
- Erstmals aus dem Nachlass hrsg. u. mit einem Nachwort von Johann Sonnleitner. DVB (Das vergessene Buch) Verlag, Wien 2020, ISBN 978-3-903244-03-0. Ende 2022 als deutsches Taschenbuch bei btb erschienen: ISBN 978-3-442-77128-8.

Übersetzungen:
- No Right to Live. Übersetzung ins Englische von Gwenda David. Gekürzte Ausgabe. Wishart & Co., London 1934
- Zabranjeno živjeti! Übersetzung ins Kroatische von Igor Crnković. Leykam International, Kroatien 2021
- Død eller levende? Leben verboten! Übersetzung ins Dänische: o. A. Kvinder Skriver, Kopenhagen 2021
- Leven verboden! Übersetzung ins Niederländische von Kris Lauwerys und Isabelle Schoepen. Van Maaskant Haun, Amsterdam 2022

1934
Die Weiber von Lynö. Lustspiel
- Gemeinsam mit Ernst Fischer, Dramatisierung des Romans Der Fall Rist

Mitte der 1930er Jahre
Die Liebe höret immer auf (Komödie der Trauer). Drama
- Erstmals abgedruckt in: Maria Lazar: Die vergessenen Theaterstücke. Erstmals aus dem Nachlass herausgegeben von Albert C. Eibl. Mit einem Nachwort von Simon Strauss. Das vergessene Buch, Wien 2024, ISBN 978-3-903244-37-5.

Mitte der 1930er Jahre
Die Hölle auf Erden. Komödie
- Erstmals abgedruckt in: Maria Lazar: Die vergessenen Theaterstücke. Erstmals aus dem Nachlass herausgegeben von Albert C. Eibl. Mit einem Nachwort von Simon Strauss. Das vergessene Buch, Wien 2024, ISBN 978-3-903244-37-5.

Inszenierungen:
- 28. September 2024, Tiroler Landestheater, Innsbruck. Regie: Anna Marboe (UA)[60]
- 14. März 2025, Schauspielhaus Graz. Regie: Katrin Plötner
- 23. Januar 2026, Theater Magdeburg. Regie: Julia Prechsl (DEA)[61]

1937
Die Eingeborenen von Maria Blut. Roman (zu Lebzeiten unveröffentlicht)
- Erstausgabe (als Esther Grenen): Greifenverlag Rudolstadt (DDR), 1958.
- Neu hrsg. und mit einem Nachwort von Johann Sonnleitner. DVB (Das vergessene Buch) Verlag, Wien 2015, ISBN 978-3-200-03950-6.[62] 2., durchgesehene und aktualisierte Auflage 2020, ISBN 978-3-903244-06-1.[63] 3., durchgesehene und erweiterte Auflage 2024, ISBN 978-3-903244-39-9.

Übersetzungen:
- Mirakel Spektakel. Übersetzung ins Dänische von Ann-Claire Olsen. Klara W, Kopenhagen 2020

Theateradaptionen:
- 20. Januar 2023, Akademietheater (Wien), Regie: Lucia Bihler. Dramatisierung von Lucia Bihler und Alexander Kerlin, 2023. Abgedruckt in Theater heute 4/23
- 15. Februar 2026, Stadttheater Klagenfurt, Regie und Dramatisierung: Martina Gredler

Um 1938/1939
Der blinde Passagier. Drama.
- Erstmals abgedruckt in:[64] Maria Lazar: Die vergessenen Theaterstücke. Erstmals aus dem Nachlass herausgegeben von Albert C. Eibl. Mit einem Nachwort von Simon Strauss. Das vergessene Buch, Wien 2024, ISBN 978-3-903244-37-5.

Inszenierungen:
- 31. Mai 2025, Düsseldorfer Schauspielhaus. Regie: Laura Linnenbaum (UA)[65]
- 4. Juni 2025, Staatstheater Mainz. Regie: Luis Dekant
- 16. Januar 2026, Theater Kiel, Regie: Malte Kreutzfeldt
- 21. Mai 2026, Landestheater Niederösterreich. Regie: Mira Stadler (ÖEA)
- 6. Juni 2026, Oldenburgisches Staatstheater, Regie: Ebru Tartıcı Borchers

1943
Det tyska ansiktet. Verlag Trots allt, Stockholm
Eine deutsche Übersetzung der bitter satirischen Zitatsammlung sollte unter dem Titel Der deutsche Janus erscheinen. Das Manuskript befindet sich im Literaturhaus Wien. Es endet mit einer Gegenüberstellung von Franz Grillparzers Wort: „Der neuere Bildungsweg geht von Humanität über Nationalität zur Bestialität“ mit dem Befehl zur Vernichtung des tschechischen Dorfes Lidice.
1946
Det kom af sig selv. Roman, Verlag P. Branner, Kopenhagen
Nach 1945
Zwei Soldaten (zu Lebzeiten unveröffentlicht)
Erstmals aus dem Nachlass hrsg. u. mit einem Nachwort von Albert C. Eibl. Das vergessene Buch, Wien 2023, ISBN 978-3-903244-28-3
Theateradaptionen:
- 12. März 2026, Hessisches Staatstheater Wiesbaden, Regie: Julia Gudi

### Posthum erschienene Sammelbände
- Feberpigen. Erzählungen. Erschienen in dänischer Übersetzung unter dem Titel Feberpigen. Kopenhagen 2022.
- An meinen unbekannten Leser – Gedichte & Photographien. Erstmals aus dem Nachlass herausgegeben und mit einem Nachwort von Albert C. Eibl. Das vergessene Buch, Wien 2023, ISBN 978-3-903244-30-6
- Maria Lazar – Poetry from Exile. Hg. von Kathleen Dunmore. Englisch/Deutsch. Ergänzt mit zeitgenössischen Gedichten zum Thema Exil. Nottingham 2023, ISBN 978-1-80517-106-5

### In Sammelwerken, Zeitschriften u. a. enthaltene Texte
- Die Schwester der Beate. Erzählung. In: Hartmut Vollmer (Hrsg.): Die rote Perücke: Prosa expressionistischer Dichterinnen. Igel Verlag. Hamburg, 2010, S. 97–107.
- Aber das ist ja Propaganda … / Im Auftrag von Goebbels' Nachfolger. Zwei Essays. In: Akademie der Künste (Hrsg.): Sinn und Form. 2025, 3. Heft. S. 325–333.

### Übersetzungen von Maria Lazar
- Karin Michaëlis: Don Juan im Tode. Donauverlag 1921
- Edgar Allan Poe: Die Geschichte des Arthur Gordon Pym aus Nantucket. / Jules Verne: Die Eissphinx. Drei Masken Verlag, 1922
- Alfred Machard: Der schwarze Mann. Drei Masken Verlag, 1927
- Gösta Segercrantz [Gösta Palmcrantz]: Der Rivieradoktor. Th. Knaur Nachf. Berlin, 1927
- George Delamare: Der Mitternachtskönig: ein Roman um Ludwig II. von Bayern. Th. Knaur Nachf. Berlin, 1927
- A. S. M. Hutchinson: Das achte Wunder und andere Novellen. Drei Masken Verlag, 1927
- Rosita Forbes: Sirocco. Th. Knaur Nachf. Berlin, 1928
- Robert Gore-Browne: Verdacht. Th. Knaur Nachf. Berlin, 1928
- Gösta Segercrantz [Gösta Palmcrantz]: Der Prinz auf Reisen. Th. Knaur Nachf. Berlin, 1928
- F. Scott Fitzgerald: Der große Gatsby. Deutsche Erstausgabe, Th. Knaur Nachf. Berlin, 1928,
  - Neu hrsg. und behutsam modernisiert und korrigiert im Bookain-Verlag Berlin, 2023[66]
  - Reprint der Originalausgabe im Kampa Verlag, Zürich 2025[67]
- Gösta Segercrantz [Gösta Palmcrantz]: Lord Hunter spielt Hasard. Th. Knaur Nachf. Berlin, 1929
- Karin Michaëlis: Bibi und Ole. Stuffer. Berlin, 1930
- Karin Michaëlis: Bibi und die Verschworenen. Stuffer. Berlin, 1932
- Karin Michaëlis: Die Grüne Insel. Stuffer. Berlin, 1930
- Karin Michaëlis: Bibi in Dänemark. Rascher. Zürich u. a., 1933
- Dale Collins: Flucht ins Vergessen. Knaur, 1933
- Karin Michaëlis: Nielsine, die Mutter. Humanitas. Zürich, 1936
- Karin Michaëlis: Bibi lernt Landwirtschaft. Rascher. Zürich u. a., 1938

Bei einigen Werken von Karin Michaëlis ist die Übersetzung durch Maria Lazar nicht eindeutig nachweisbar.

## Hörbücher
- Die Vergiftung, gelesen von Bettina Rossbacher, hoerbuchedition words & music 2019, EAN 4057664491626